# Hadher Lozada
Hadher Lozada (Ibagué, 21 de junio de 1986) es un artista contemporáneo colombiano. Conocido por sus pinturas en óleo de ballenas encalladas y por realizar una versión transgresora al retrato de Mäda Primavesi, pintado por Gustav Klimt en 1912, aludiendo a la violencia contra la mujer.

## Biografía
Nació en Ibagué, en 1986. Único hijo de Sergio Tulio Lozada y Gloria Stella Avila. Su padre fue un campesino acuciado por la época de la violencia de los años 50, la cual produce el asesinato de sus abuelos; vivió en Chaparral (Tolima), con una familia numerosa hasta la muerte de su primera esposa. Fue conductor de camión y transportista de café; entre viajes, a la edad de 54 años, conoce en Cali a Gloria Stella Avila, con quien conformará un hogar los siguientes diez años radicándose en Ibagué.
Luego de la separación de sus padres su vida transcurrirá entre Ibagué y Bogotá, donde termina el bachillerato e inicia estudios de Delineante Técnico en el Servicio Nacional de aprendizaje (SENA), y realiza estudios de arquitectura entre 2008 y 2019 en la Universidad Católica de Colombia. Aunque su educación artística ha sido enteramente empírica, la ha complementado con un breve paso por el preparatorio de artes de la antigua Academia de Artes de Bogotá (ASAB).
Su carrera artística inicia con exposiciones de sus dibujos en cafés, muestras en centros culturales y teatros de la ciudad. Posteriormente el acercamiento que tiene con el arte conceptual lo lleva a explorar con instalaciones en espacio público, como en el Cementerio Central de Bogotá, donde instala una cama cuna de madera con pelotas de colores sobre el mausoleo de una importante familia bogotana; o en la plaza central de la Universidad Nacional de Colombia, donde llena el suelo de la plaza distribuyendo una serie de totumas pintadas de blanco. Su trabajo pictórico reivindica la actividad del pintor en la escena artística contemporánea, abordando las preocupaciones por las transformaciones ambientales y la relación del individuo con las condiciones socioeconómicas de las que hace parte.
En el año 2024 recibe el premio I Muestra Tolimense de Arte Contemporáneo, con su obra "3750 Milímetros de Extensión / Extinción", entrando a formar parte de la colección del museo. Es también arquitecto y escritor.

## Premios
2024 I Muestra Tolimense de Arte Contemporáneo. Museo de Arte del Tolima, Ibagué.

## Literatura
- Jonathann Hadher Lozada Avila, Tinnitus de luz, 2022, Cínica editorial.